# Heinrich Gieseke (Maurermeister)
Johann Heinrich Friedrich Gieseke (* 23. Juni 1852 in Badenstedt; † 4. Januar 1920 in Limmer vor Hannover) war ein deutscher Maurermeister.

## Leben und Werk

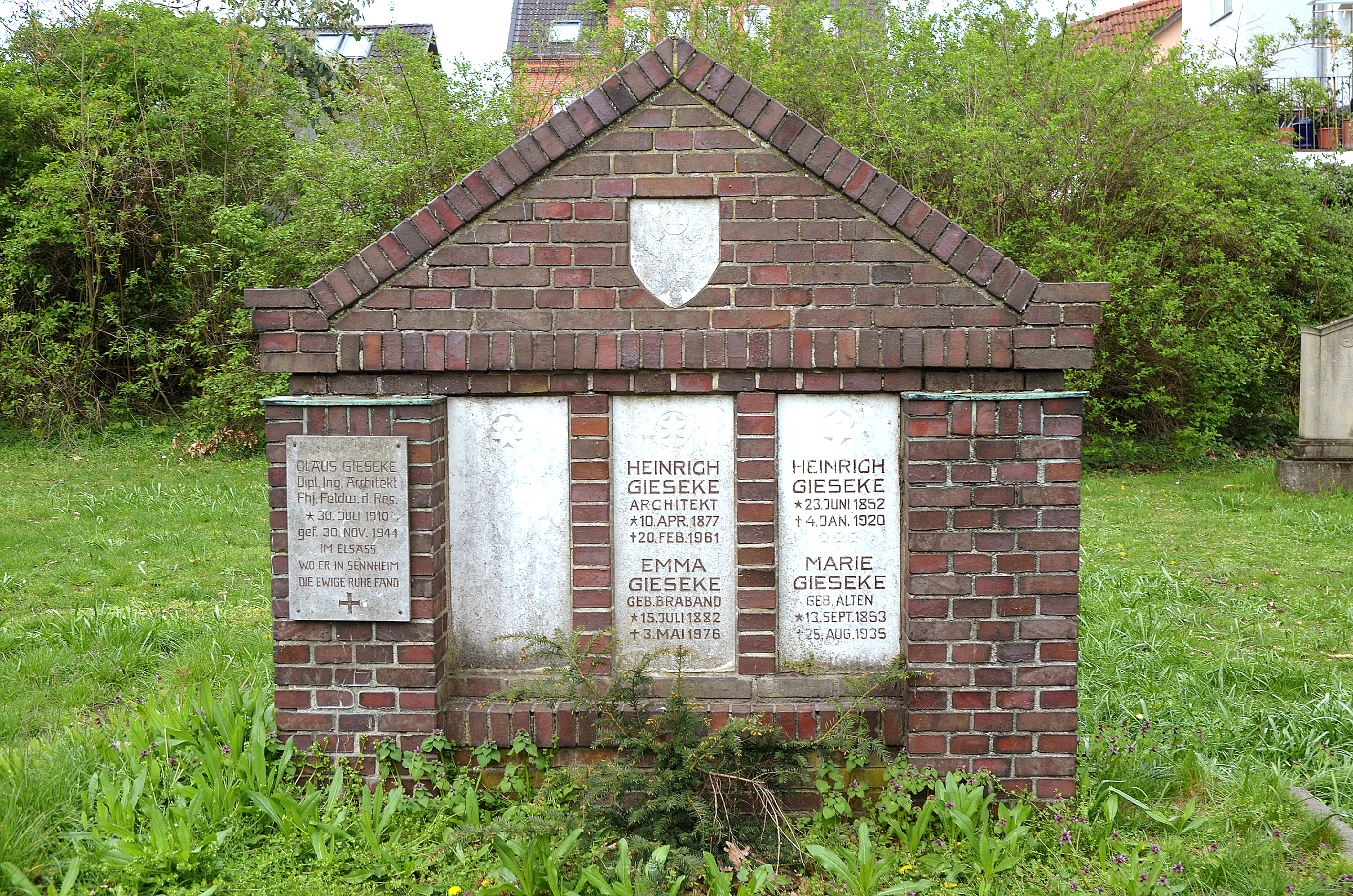
Familiengrab der Giesekes, darunter der Architekt Heinrich Gieseke, auf dem Alten Limmer Friedhof

Heinrich Gieseke war laut der Wappenrolle des Heraldischen Vereins „Zum Kleeblatt“ ein Mitglied des im heutigen Niedersachsen seit dem 16. Jahrhundert ununterbrochen nachweisbaren Bauern-Geschlechtes Gieseke. Der gelernte Maurer war der Vater des 1877 in Limmer geborenen späteren Architekten Heinrich Ernst Conrad Gieseke.
Zu den bekanntesten der von dem Maurermeister errichteten Bauwerken zählt das – heute denkmalgeschützte – und um 1885 errichtete Wohnhaus Harenberger Straße 1.